# 謝爾德河 (迪爾河支流)
50°43′07″N 8°18′15″E / 50.7186°N 8.30417°E
謝爾德河（德語：Schelde），是德國的河流，位於該國中部，由黑森州負責管轄，屬於迪爾河的左支流，河道全長12公里，流域面積35平方公里，河口處在迪倫堡附近。